# ホドグラフ
ホドグラフ（Hodograph）とは、空間（座標r ）上を点が速度 v = v (r ) で運動しているとき、位置を速度の関数とみなしたときの速度空間上での曲線 r = r (v ) のことである。この変換をホドグラフ変換という。
この変換により得られる r (v ) が満たす方程式（ホドグラフ方程式）が簡単に解け、かつ逆変換が可能なら、もとの解 v (r ) が求められることになる。
流体力学などで複雑な流れを解析するのに応用されている。

## 数学的定義
点Xが経路AB上（3次元自由空間）を運動しており、原点Oから点Xまでの位置ベクトルを r とする。この時、任意の点Cにおいて、経路AB上を運動する点Xの速度ベクトルを引いていくと、その速度ベクトルが描く新たな曲線abがホドグラフである。
例；点Xが速度 v で半径 r の等速円運動をする場合、そのホドグラフは、半径 v の円となる。

## 性質
この速度ベクトルの終点xが描く経路上の速度は、点Xの加速度となっている。

## 関連記事
- 力学
- 物理学